# Сланоягодниковые
Сланоя́годниковые (лат. Haloragáceae) — семейство двудольных растений, входящее в порядок Камнеломкоцветные, по современной классификации включающее в себя 8 родов и около 167 видов. Представители семейства распространены по всему земному шару, при этом наибольшее разнообразие видов наблюдается в Южном полушарии.

## Биологическое описание
Сланоягодниковые — водные, болотные, иногда наземные травы, отдельные представители которых приближаются к полукустарничкам.
Листья очерёдные, супротивные или мутовчатые, различной формы и размеров.
Цветки мелкие, анемофильные, собранные в верхушечные соцветия или сидячие в пазухах листьев, однополые или реже двуполые.
Плоды мелкие, ореховидные или костянковидные.

## Классификация

### Таксономия
Haloragaceae R.Br., 1814, Voy. Terra Austral. 2: 549
Cемейство Сланоягодниковые относится к порядку Камнеломкоцветные (Saxifragales), который последовательно входит в вышестоящие клады Суперрозиды → Эвдикоты → Цветковые растения. Таксономическая схема в соответствии с Системой APG IV и World Checklist of Vascular Plants (WCVP) по состоянию на июнь 2024 года:
|  |                          |  |                                   |                           |                            |  | еще 15 семейств |         |  |                                                            |
|  |                          |  |                                   |                           |                            |  |                 |         |  |                                                            |
|  |                          |  |                                   | порядок Камнеломкоцветные |                            |  |                 |         |  |                                                            |
|  |                          |  |                                   |                           |                            |  |                 |         |  | 167 подтвержденный вид и 95 видов, ожидающих подтверждения |
|  | клада Цветковые растения |  |                                   |                           | семейство Сланоягодниковые |  |                 | 8 родов |  |                                                            |
|  | клада Цветковые растения |  |                                   |                           |                            |  |                 | 8 родов |  |                                                            |
|  |                          |  | ещё 64 порядка цветковых растений |                           |                            |  |                 |         |  |                                                            |
|  |                          |  |                                   |                           |                            |  |                 |         |  |                                                            |

### Роды
- Glischrocaryon Endl.
- Gonocarpus Thunb. — Гонокарпус
- Haloragis J.R.Forst. & G.Forst. typus — Сланоягодник
- Laurenbergia P.J.Bergius — Лауренбергия
- Meionectes R.Br.
- Myriophyllum Ponted. ex L. — Уруть
- Proserpinaca — Прозерпинака
- Trihaloragis M.L.Moody & Les — Трихалорагис

В более ранних классификациях в состав семейства включались еще три рода, которые в настоящее время самостоятельными не являются:
- Haloragodendron — включен в род Glischrocaryon Glischrocaryon
- Meziella — Мезиелла — включен в род Myriophyllum — Уруть
- Vinkia — включен в род Myriophyllum — Уруть

Австралийский род Meionectes выделен из рода Haloragis typus в самостоятельный.